# Christina Ulloa
Christina Ulloa (geboren 5. September 1982 in Whittier, Kalifornien) ist eine US-amerikanische Schauspielerin. Sie spielte zumeist kleinere Rollen, darunter in bekannten Fernsehserien wie Bones: Die Knochenjägerin und Californication. 2011 spielte sie eine der Hauptrollen in dem Horrorthriller Hot 247°F – Todesfalle Sauna. Ihre bekannteste Rolle ist die der Jo Bennett in der achten Staffel von Charmed: Zauberhafte Hexen.

## Filmographie (Auswahl)
- 2005 – Charmed: Zauberhafte Hexen (Fernsehserie)
- 2007 – Veronica Mars (Fernsehserie)
- 2008 – Bones: Die Knochenjägerin (Fernsehserie)
- 2008 – Reversal (Kurzfilm)
- 2009 – True Jackson, VP (Fernsehserie)
- 2009 – Greek (Fernsehserie)
- 2009 – League of Legends (Videospiel)
- 2009 – Californication (Fernsehserie)
- 2010 – Dark Blue (Fernsehserie)
- 2010 – Entourage (Fernsehserie)
- 2011 – The Protector (Fernsehserie)
- 2011 – Hot 247°F – Todesfalle Sauna
- 2012 – Holiday Road
- 2012 – Friend Needs Help (Fernsehserie)
- 2012 – The Hi-Life (Fernsehserie)
- 2014 – Tango Amargo (Kurzfilm)
- 2015 – Social Status (Fernsehserie)
- 2016 – Gala & Godfrey

- 2017 – Military Husband (Kurzfilm)
- 2017 – American Housewife (Fernsehserie)
- 2017 – The Wedding Invitation
- 2017 – The Odd Couple
- 2023 – Ingress